# Stormen Otto
Stormen Otto var ett stormlågtryck över norra Atlanten. Stormen träffade Storbritannien den 17 februari 2023 med skador i Skottland och norra England som ledde till strömavbrott i över 30 000 hem. Natten 17–18 februari beräknades stormen drabba nordvästliga Danmark och södra Sverige, med en styrka om 20 m/s med stormbyar som beräknades vara uppemot 30 m/s.
I Köpenhamn evakuerades några höghus från 1955 med 280 boende. Detta eftersom de var felkonstruerade och riskerade att rasa. Husen klarade stormen. Som beräknat kom stormen till Sverige natten mellan den 17 och 18 februari. Enligt SMHI nåddes högsta vindbyn i Hanö och Falsterbo med över 30 meter per sekund, som mest var 16 000 svenska hushåll strömlösa.